# キャンベラ
キャンベラ（Canberra：[ˈkænbərə, kænˈbɛrə] ( 音声ファイル))）は、オーストラリアの首都。オーストラリア首都特別地域（ACT）に属し、シドニーの南西280キロメートル、メルボルンの北東660キロメートルに位置している。人口は約37万人で、オーストラリア国内では8番目、同国内陸部では最大の都市である。キャンベラの市民を英語で、Canberranと呼ぶ。
1901年のオーストラリア独立に際し、同国の二大都市であるシドニーとメルボルンの間で首都機能の誘致をめぐる争いがあった。そのため、妥協案として新首都が建設されることになり、1908年、キャンベラがオーストラリアの首都建設地に選ばれた。他のオーストラリアの都市とは異なり、キャンベラは最初から首都として設計され、建設された歴史を持つ。キャンベラの都市設計においては、国際的なコンペティションが実施され、都市計画が作成された。
キャンベラの建設に際しては、非効率な官僚機構のため都市の発展は大きく遅れることになった。 第二次世界大戦後、ロバート・メンジーズ首相がキャンベラの整備を指揮し、国立首都発展委員会（NCDC）が設立され開発が進んだ。キャンベラには自治権が与えられているが、オーストラリア連邦政府は、NCDCの後継のNCA、国家首都局を通じて、キャンベラの都市開発に大きな影響力を保持している。
キャンベラには、オーストラリア連邦議会、首相公邸（ザ・ロッジ）、オーストラリア高等裁判所などの政府機関がある他、百以上の大使館が立地している。首都機能以外にも、オーストラリア戦争記念館、オーストラリア国立大学、オーストラリア国立スポーツ研究所、オーストラリア国立美術館、オーストラリア国立博物館、オーストラリア国立図書館といった多くの社会的、文化的な施設がある。オーストラリア陸軍の教育機関として、王立軍事大学があり、オーストラリア国防大学もキャンベラにある。

## 語源
キャンベラの語源のうち、広く知られているのは、先住民族の言葉であるングンナワル語のKamberaが由来で、「人々が集う場所」と言う意味である。
一方、1860年代に、クイーンビアンの新聞社のオーナーであったジョン・ゲイルが報告した内容によると、先住民の言語で「女の胸の谷間」を意味する「nganbra」あるいは「nganbira」が英語化されたものであるとしている。この報告では、アインズリー山とブラックマウンテンの間にある氾濫原のサリバンス川についても言及している。
代替案としては、Austral、Australville、Aurora、Captain Cook、Caucus City、Cookaburra、Dampier、Eden、Eucalypta、Flinders、Gonebroke、Home、Hopetoun、Kangaremu、Myola、Meladneyperbane、New Era、Olympus、Paradise、Shakespeare、Sydmelperadbrisho、Swindleville、The National City、Union City、Unison、Wattleton、Wheatwoolgold、Yass-Canberraなどがあった。

## 歴史
ヨーロッパ人が移住する前の、キャンベラを含むオーストラリア首都特別地域（以下、ACT）は、先住民が季節に応じて、居住していたことが分かっている。文化人類学者のノーマン・ティンデールは、キャンベラを含む一帯は、ングンナワル人が居住していたと考えている。また、一方で、ンガリゴ人がACTの南に、ワンダンディアン人が東に、加えて、ガンダンガラ人がACTの北に、ウィラジュリ人が北西に居住していた。この地域で発掘された遺跡から分かることは、少なくとも、21,000年前からこの地域に人々が住んでいたと考えられており、当時の人々の遺跡では、ロック・シェルター、岩に描かれた壁画、埋葬場、キャンプ、石切り場が発見されており、石器の使用も確認されている。

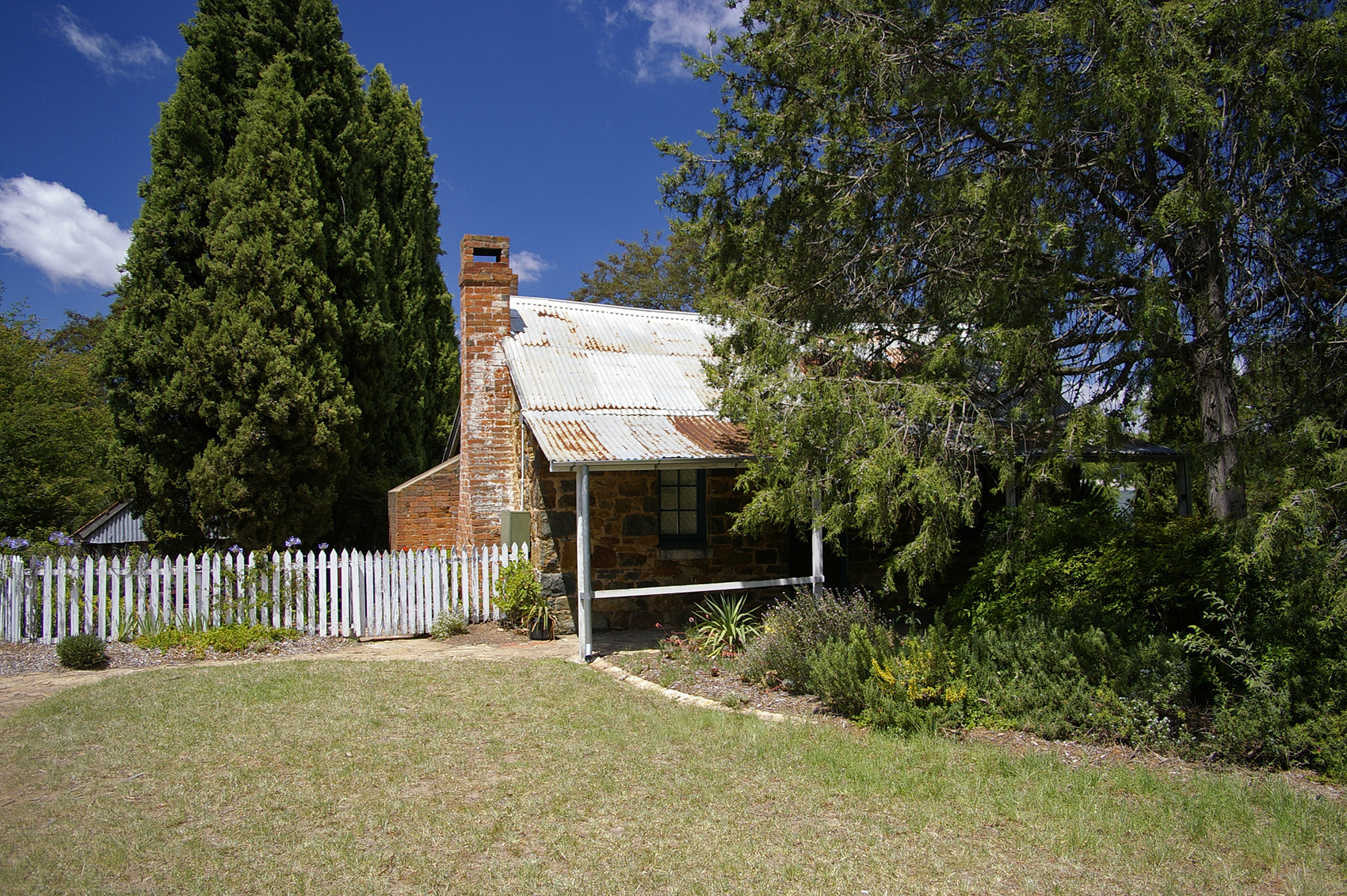
1860年代に建設されたブルンデルズ・コテージ（en）は、キャンベラに残る、最初期のヨーロッパ系住民の住宅の数少ない建築物である

キャンベラにヨーロッパ人が居住し始めたのは1820年代初頭のことである。1820年から1824年の間にかけて4つの遠征隊が組織され、その結果、1824年に最初の白人居住地が建設された。その場所は、現在のバーリー・グリフィン湖北岸であり、ジョシュア・ジョン・ムーアによって雇われた人々が最初に居住した。ムーアは、1826年に遠征隊の居住地を正式に買収し、その土地を「Canberry」と名付けた。
19世紀を通して、移住者の数は非常にゆっくりと増加した。19世紀に建設された建築物で目立つものと言えば、スコットランド移民のキャンベル氏がドゥントルーンに建てた石造りの農家で、現在は王立軍事大学内で食堂として使われている。
キャンベラに現存する最古の公共建築物は、ライド地区にある聖公会系の洗礼者ヨハネ教会（the church of St John the Baptist）で、1845年に建設された。この教会の墓地は、キャンベラ地方で最古の墓地である。
ヨーロッパ人の人口が増えるに連れて、先住民の人口は天然痘あるいは麻疹を原因として、減っていった。

### 首都計画
オーストラリアの首都を新たに建設することに決定したのは、1901年の独立直前のことである。当時のオーストラリアの二大都市であるニューサウスウェールズ州の州都シドニーとビクトリア州の州都メルボルンの間で、独立後の連邦の首都の座をめぐって、長い間、議論がなされていた。しかし、お互いが自らの都市を首都にしたいという意向を持っており、なかなか結論に至らなかった。最終的に、シドニーから最低でも100マイル以上離れている所に新しい首都を建設すべきという妥協案が採用され、新首都選定の間、メルボルンを暫定的な首都とすることになった。
クイーンビアンの新聞社のオーナーであるジョン・ゲイルは「Dalgety or Canberra: Which?」というパンフレットを配布し、キャンベラ地区が連邦政府の立地にふさわしいと宣伝していた。1909年、政府の調査団を率いたチャールズ・スリヴェナーの調査結果が決定打となり、キャンベラ地区が首都の建設地に選定された。ニューサウスウェールズ州政府は、連邦政府に、連邦首都地域という形で土地を割譲した。
1911年5月24日、キャンベラの都市デザインの国際コンペが実施され、シカゴの建築家ウォルター・バーリー・グリフィンとマリオン・マホーニー・グリフィンが提出した計画が採用された。グリフィンの案では、キャンベラの街は、円、六角形、三角形などの幾何学模様がモチーフとして採用されている。加えて、丘や湖が、キャンベラの景観上、重要なランドマークとなっている。また、田園都市思想の影響を強く受けており、都市区域内には自然の植生の地域を組み込んでいる。1913年、グリフィンは首都の設計と建設の責任者に任命され、建設が開始された。

### 建設

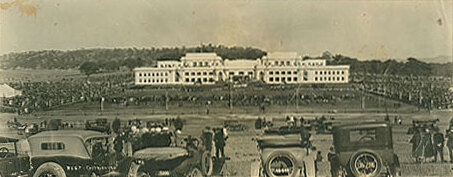
1927年、開場当時の初代連邦議会

1913年3月12日 、第5代オーストラリア総督トーマス・デンマン (第3代デンマン男爵)の夫人によって正式に「キャンベラ」と命名され、クラジョングの丘でそのセレモニーが実施された。この丘はそのセレモニー以来、キャピタル・ヒルと呼ばれるようになり、現在はオーストラリア連邦議会が置かれている。キャンベラの日はキャンベラ創立を祝してACTで制定され、3月第2月曜日に実施される。
都市建設が始まると、官僚がグリフィンの計画に干渉するようになった。グリフィンと連邦政府の関係は緊張したものとなり、キャンベラ建設に拠出される予算も少なかった。このためグリフィンが担当した仕事はごくわずかだった。結局、グリフィンは最初の計画に変更を加えなければならなかった。1920年、グリフィンは解雇された。
1927年5月9日、初代議会堂(オーストラリア連邦議会)が開場し、キャンベラは正式にオーストラリアの首都となった。スタンレー・ブルース首相は、その数日前に首相公邸であるザ・ロッジに入居した。しかし、1930年代の大恐慌時代とそれに続く第二次世界大戦の時代の間、計画都市の建設は遅々として進まなかった。ローマ・カトリックと聖公会のカテドラルを含めた建設が計画されたが、完成しなかった。

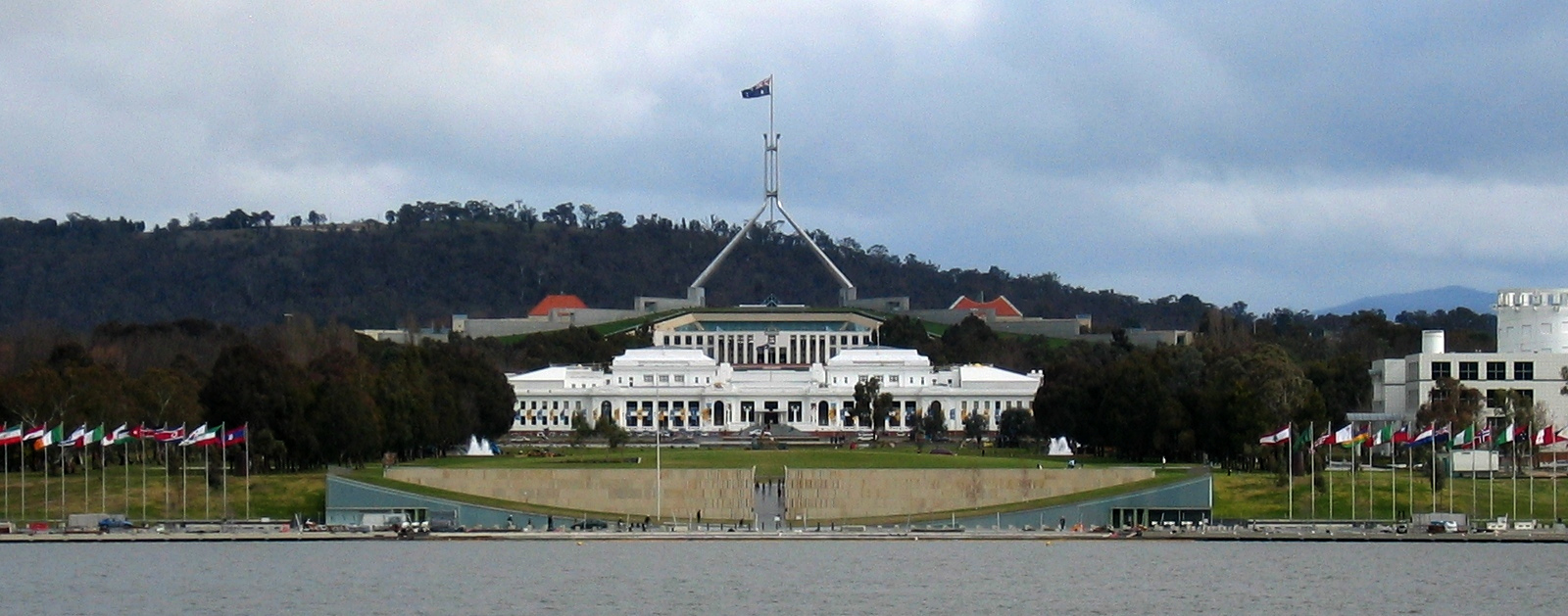
バーリー・グリフィン湖、旧議会堂の背後に現連邦議会堂

グリフィンの計画を引き継いだのは連邦首都助言委員会（1921～24）、連邦首都コミッション（1925～30）、国立首都計画発展委員会（1938～57）だった。しかし彼らはあくまで助言機関に過ぎず、最終決定権は連邦政府が保持していたため、時を経るにつれて非効率となってきた。
第二次世界大戦後、キャンベラは「田舎町」のようだと酷評を受けた。街並みが洗練されていないという意見も聞かれた。キャンベラはいくつかのサバーブ（郊外）の集まりに過ぎないという意見もあった。ロバート・メンジーズ首相もキャンベラは国家の首都としては貧弱であると認識していたが、就任当初は具体的な行動は起こさなかった。しかし、その後メンジーズは態度を変え、街の発展を真剣に考えるようになった。メンジーズは、2人の関係閣僚を解雇し、新任者に改善策を出すよう指示した。10年以上に及ぶメンジーズ政権の時代にキャンベラは急速に発展した。
メンジーズは1957年に国立首都発展委員会（NCDC）を設立した。NCDCは上述の3つの機関の後継として設立されたが、より効率的な組織であった。NCDCは40年に及ぶ人工湖バーリー・グリフィン湖の形とデザインをめぐる論争を終わらせ、4年間の工事でこの湖の建設を完成させた。最終的に、キャンベラ中心街はバーリー・グリフィン湖の上にキャピタル・ヒル（現在、オーストラリア連邦議会がある）、旧国会議事堂、オーストラリア戦争記念館の3ヶ所を結ぶ、いわゆる「パーラメンタリー・トライアングル」を建設するというグリフィンの計画通りとなった。
キャンベラの人口は、1955年から1975年の間、5年ごとに50%の人口成長を成し遂げた。州政府から連邦政府への権限委譲も進み、多くの公務員がキャンベラに移住した。オーストラリア首都地域住宅公社がキャンベラの人口増加に大きな貢献した。
オーストラリア国立大学の拡張が実施され、また、さまざまな彫刻やモニュメントも作られた。国立図書館は、オーストラリア高等裁判所とオーストラリア国立美術館によって構成されるパーラメンタリー・トライアングルの内側に建設された。しばしば、北キャンベラと南キャンベラとも呼ばれるキャンベラ中心部のサバーブは1950年代に開発された。さらに、ウォーデン・ヴァレーやベルコンネンと呼ばれている地域もまた、それぞれ1960年代の半ば、あるいは後半に発展していった。
キャンベラ周辺に建設された新しいサバーブには、オーストラリアの政治家の名前が付けられている。例えば、 Barton、Deakin、Reid、Braddon、Curtin、Chifley、Parkesは、それぞれ、エドモンド・バートン、アルフレッド・ディーキン、ジョージ・リード、エドワード・ブラッドン、ジョン・カーティン、ベン・チーフリー、ヘンリー・パークスにちなむ。

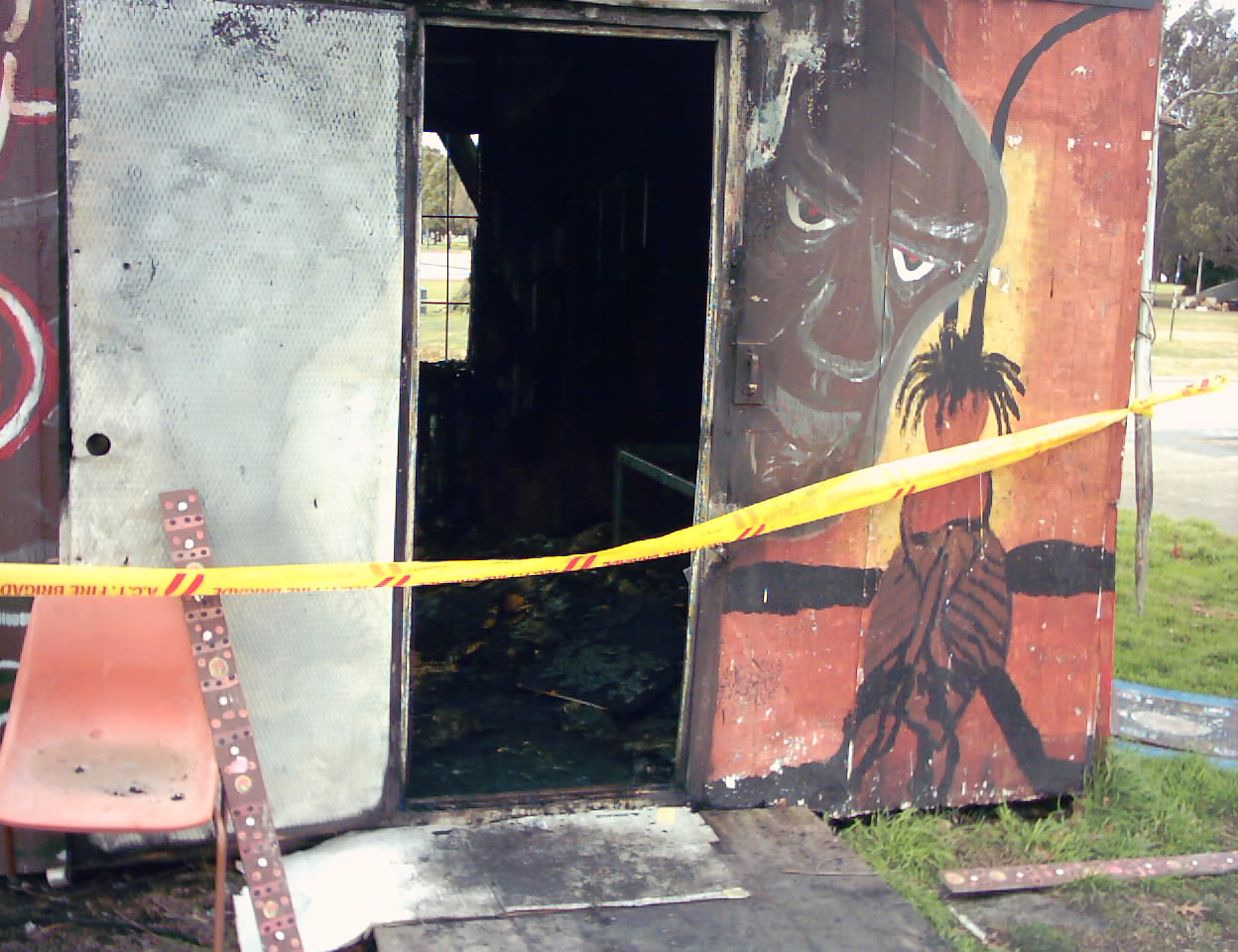
アボリナジルテント大使館は放火によって一部が破壊されている

1972年1月27日はアボリジナルテント大使館が連邦議会の近くに建設された日ということで、キャンベラの歴史に記録されている。この大使館は先住民の権利と土地問題に関心を集めるために建てられたもので、テント大使館は1992年まで連邦議会前を占拠した。
1988年5月9日、オーストラリア建国200周年を記念して新オーストラリア連邦議事堂がキャピタル・ヒルに開場した。連邦議会はこの新議事堂に移転した。
1988年12月、オーストラリア連邦議会で可決されたことによって、ACTに自治権が与えられた。初めての選挙は1989年3月4日に実施された。17人の議員がコンスティチューション通り1番地で1989年3月11日に最初の議会を開いた。ロンドン・サーキットに建設されたキャンベラ市議会は1994年に落成した。オーストラリア労働党がキャンベラ市議会の最初の与党団を形成し、そのキャンベラ市議会を指導したローズマリー・フォレットは、オーストラリアの歴史の中で最初の州政府の女性首長となった。

## 地理

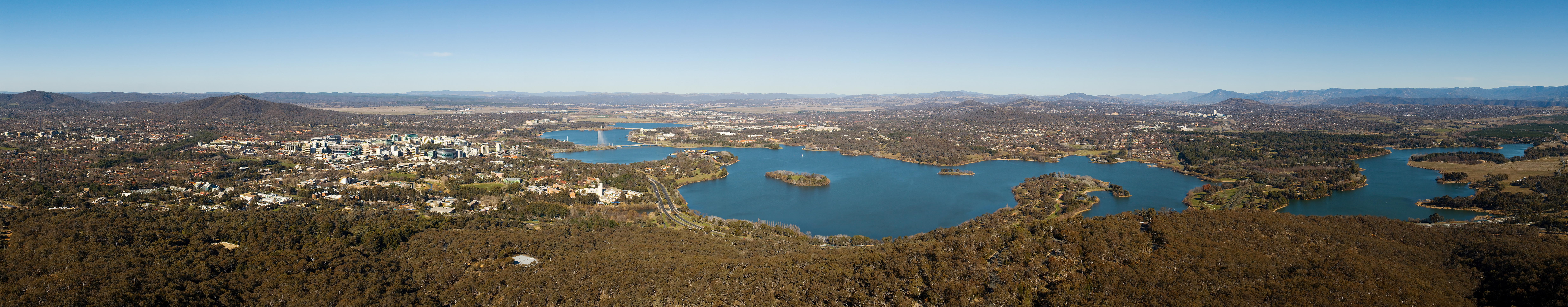
キャンベラとバーリー・グリフィン湖を望むパノラマ

キャンベラの面積は814.2平方キロメートル。ブリンダベーラ山脈のそばにある。また、オーストラリア東海岸からは、150キロメートル内陸に位置する。海抜はおおよそ580メートルであり、標高が最も高いのは、マジューラ山の888メートル、それ以外にも、テイラー山、アインズリー山、ブラック・マウンテンがキャンベラの回りにある。
キャンベラの周辺にある天然林のほとんどがユーカリである。このユーカリが、燃料やそれ以外の目的で利用されてきた。1960年代までに、キャンベラ周辺のユーカリの多くが伐採されたことと水質の悪化が懸念されるようになった。そのため、森林の開発が中止された。キャンベラの森林資源の保護への関心は1915年の複数の「種の保存をめぐる」訴訟で始まった。それ以来、キャンベラ周辺では、植生の地域を増やすことに取り組み、キャンベラの緑は、余暇の場として役割を果たすようになっている。

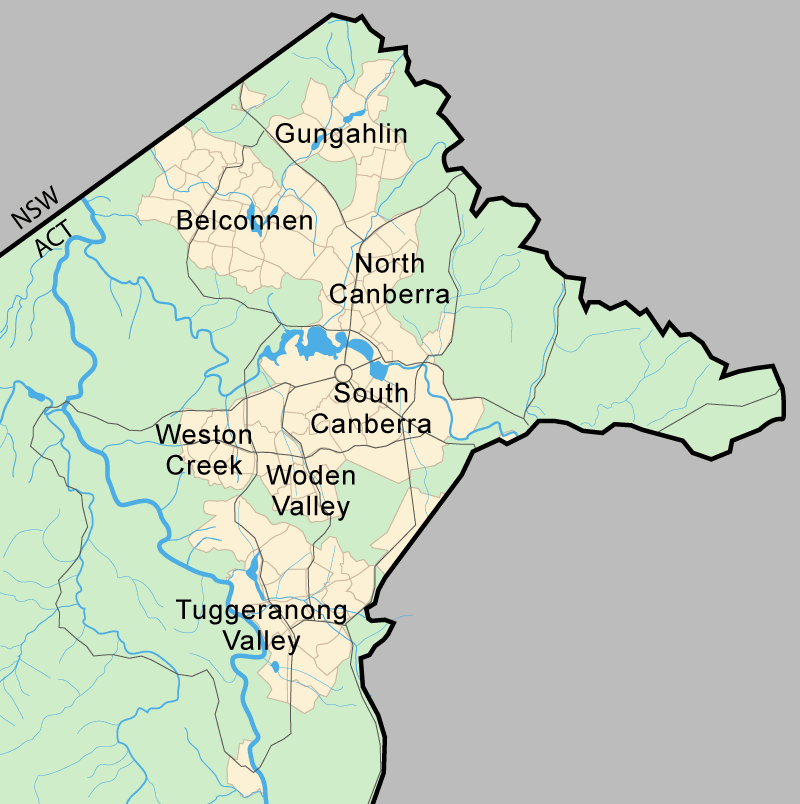
The location of Canberra within the オーストラリア首都地域の地図。黄色の部分がキャンベラの市街地で、緑の部分がキャンベラ周辺の自然保護地域。キャンベラは、ACTの一角を占めていることがわかる。

キャンベラの市街地は、Ginninderra plain, Molonglo plain, the Limestone plain, and theTuggeranong plain(Isabella's Plain)という4つの平原の上に展開している。モロングロ川は、モロングロ平原をながれ、キャンベラの中心部でせき止められ、キャンベラの中心部にある人工湖バーリー・グリフィン湖を形成する。その後、キャンベラからACT北西部に流れていき、ニューサウスウェールズ州へ流れていく。
モロングロ川には、Jerrabomberra CreekやYarralumla Creeksといった小川が、流れ込む。ジニンデラ湖とタガーアノン湖からは、それぞれ、ジニンデラ川とタガーアノン川が流れ出る。ごく最近まで、モロングロ川は、大きな洪水を繰り返してきた歴史を持つ。というのも、モロングロ川を流れる水は、バーリー・グリフィン湖を満たすよりも先に、周辺の流域を水没させていた。

### 気候
ケッペンの気候区分では西岸海洋性気候(Cfb)に属す。
大陸内陸部に位置しているため、相対的に乾燥している。夏は暑く、冬は寒い。キャンベラの夏は乾燥し、暑さも厳しい一方で、冬は、空気も冷たく、濃い霧やしばしば、霜も降りる。キャンベラ市街地での降雪はまれではあるが、キャンベラ市街地からは、周辺の山の山頂が冠雪していることをしばしば見ることができる。過去の最高気温は、1968年2月1日に記録した42.2度で、一方、過去の最低気温は、1971年6月11日に記録したマイナス10度である。
キャンベラは、首都とオーストラリアの州都7都市の計8都市の中では、アデレード、ホバートについで、降雨が少ない。しかしながら、季節に関係なく降水は観測される都市であり、特に晩春は激しい降雨がある。雷雨を伴う嵐は、10月から4月の間発生するが、この雷雨は、夏の暑さとや山間部にある影響である。風に関してはそこまで強く吹くことは無く、冷気を伴う風は8月から11月の間に吹く。キャンベラはまた、他の海岸部の都市よりも湿度が低い。
| キャンベラ国際空港の気候 | キャンベラ国際空港の気候 | キャンベラ国際空港の気候 | キャンベラ国際空港の気候 | キャンベラ国際空港の気候 | キャンベラ国際空港の気候 | キャンベラ国際空港の気候 | キャンベラ国際空港の気候 | キャンベラ国際空港の気候 | キャンベラ国際空港の気候 | キャンベラ国際空港の気候 | キャンベラ国際空港の気候 | キャンベラ国際空港の気候 | キャンベラ国際空港の気候 |
| 月                       | 1月                      | 2月                      | 3月                      | 4月                      | 5月                      | 6月                      | 7月                      | 8月                      | 9月                      | 10月                     | 11月                     | 12月                     | 年                       |
| ------------------------ | ------------------------ | ------------------------ | ------------------------ | ------------------------ | ------------------------ | ------------------------ | ------------------------ | ------------------------ | ------------------------ | ------------------------ | ------------------------ | ------------------------ | ------------------------ |
| 最高気温記録 °C （°F）   | 41.4 (106.5)             | 42.2 (108)               | 37.5 (99.5)              | 32.6 (90.7)              | 24.5 (76.1)              | 20.1 (68.2)              | 19.7 (67.5)              | 24.0 (75.2)              | 28.6 (83.5)              | 32.7 (90.9)              | 38.9 (102)               | 39.2 (102.6)             | 42.2 (108)               |
| 平均最高気温 °C （°F）   | 28.0 (82.4)              | 27.1 (80.8)              | 24.5 (76.1)              | 20.0 (68)                | 15.6 (60.1)              | 12.3 (54.1)              | 11.4 (52.5)              | 13.0 (55.4)              | 16.2 (61.2)              | 19.4 (66.9)              | 22.7 (72.9)              | 26.1 (79)                | 19.7 (67.5)              |
| 平均最低気温 °C （°F）   | 13.2 (55.8)              | 13.1 (55.6)              | 10.7 (51.3)              | 6.7 (44.1)               | 3.2 (37.8)               | 1.0 (33.8)               | −0.1 (31.8)              | 1.0 (33.8)               | 3.3 (37.9)               | 6.1 (43)                 | 8.8 (47.8)               | 11.4 (52.5)              | 6.5 (43.7)               |
| 最低気温記録 °C （°F）   | 1.8 (35.2)               | 3.0 (37.4)               | −1.1 (30)                | −3.7 (25.3)              | −7.5 (18.5)              | −8.5 (16.7)              | −10.0 (14)               | −8.5 (16.7)              | −6.4 (20.5)              | −3.3 (26.1)              | −1.8 (28.8)              | 1.1 (34)                 | −10.0 (14)               |
| 降水量 mm （inch）       | 58.5 (2.303)             | 56.4 (2.22)              | 50.7 (1.996)             | 46.0 (1.811)             | 44.4 (1.748)             | 40.4 (1.591)             | 41.4 (1.63)              | 46.2 (1.819)             | 52.0 (2.047)             | 62.4 (2.457)             | 64.4 (2.535)             | 53.8 (2.118)             | 616.4 (24.268)           |
| 平均降水日数             | 7.3                      | 6.7                      | 6.9                      | 7.3                      | 8.4                      | 9.8                      | 10.5                     | 11.1                     | 10.2                     | 10.4                     | 9.8                      | 7.8                      | 106.2                    |
| 平均月間日照時間         | 294.5                    | 254.3                    | 251.1                    | 219                      | 186                      | 156                      | 179.8                    | 217                      | 231                      | 266.6                    | 267                      | 291.4                    | 2,813.7                  |
| 出典：                   |                          |                          |                          |                          |                          |                          |                          |                          |                          |                          |                          |                          |                          |

### 都市構造

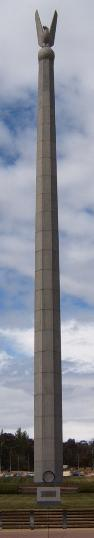
豪米戦争記念碑（en）

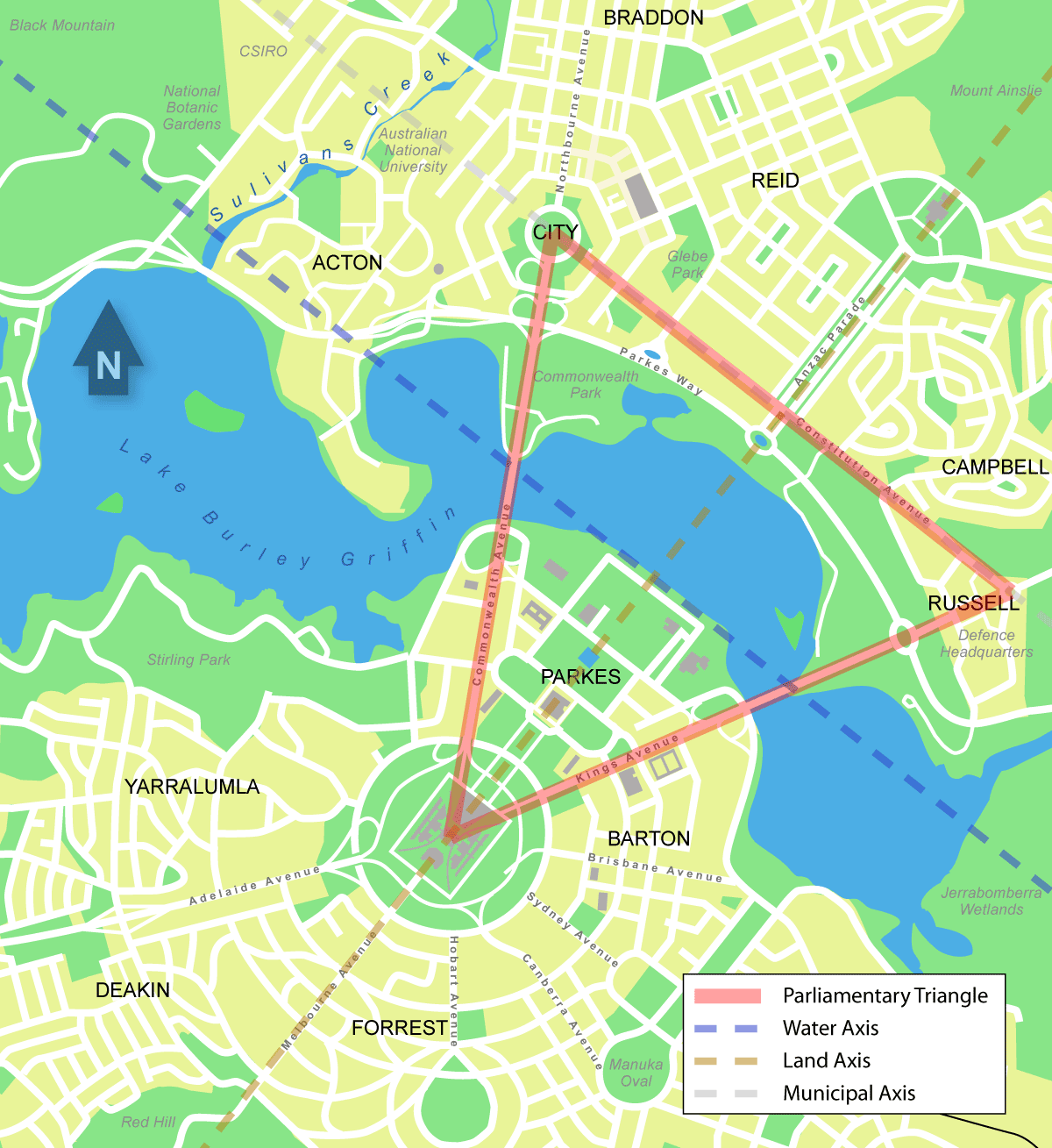
キャンベラ中心街とバーリー・グリフィン湖。この地図で、グリフィンが計画した「パーラメンタリー・トライアングル（議会の三角形）」を確認することができる。

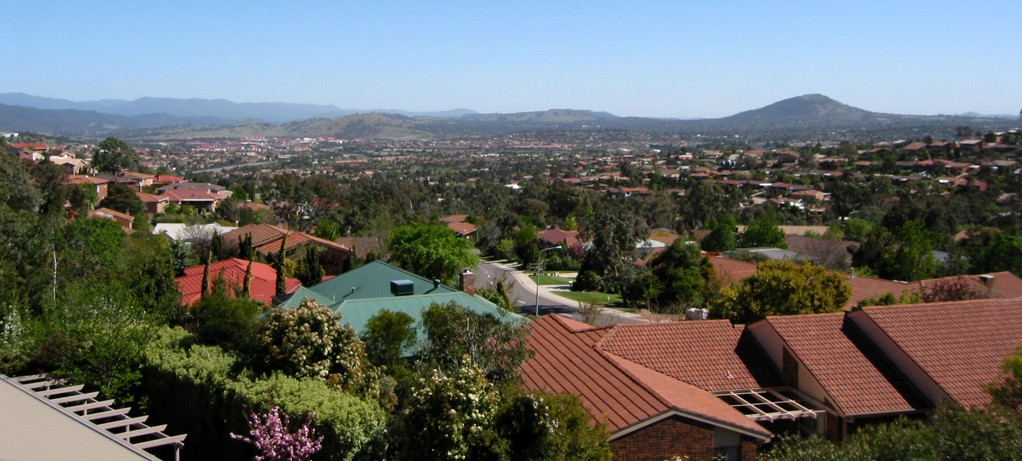
タガーアノン渓谷

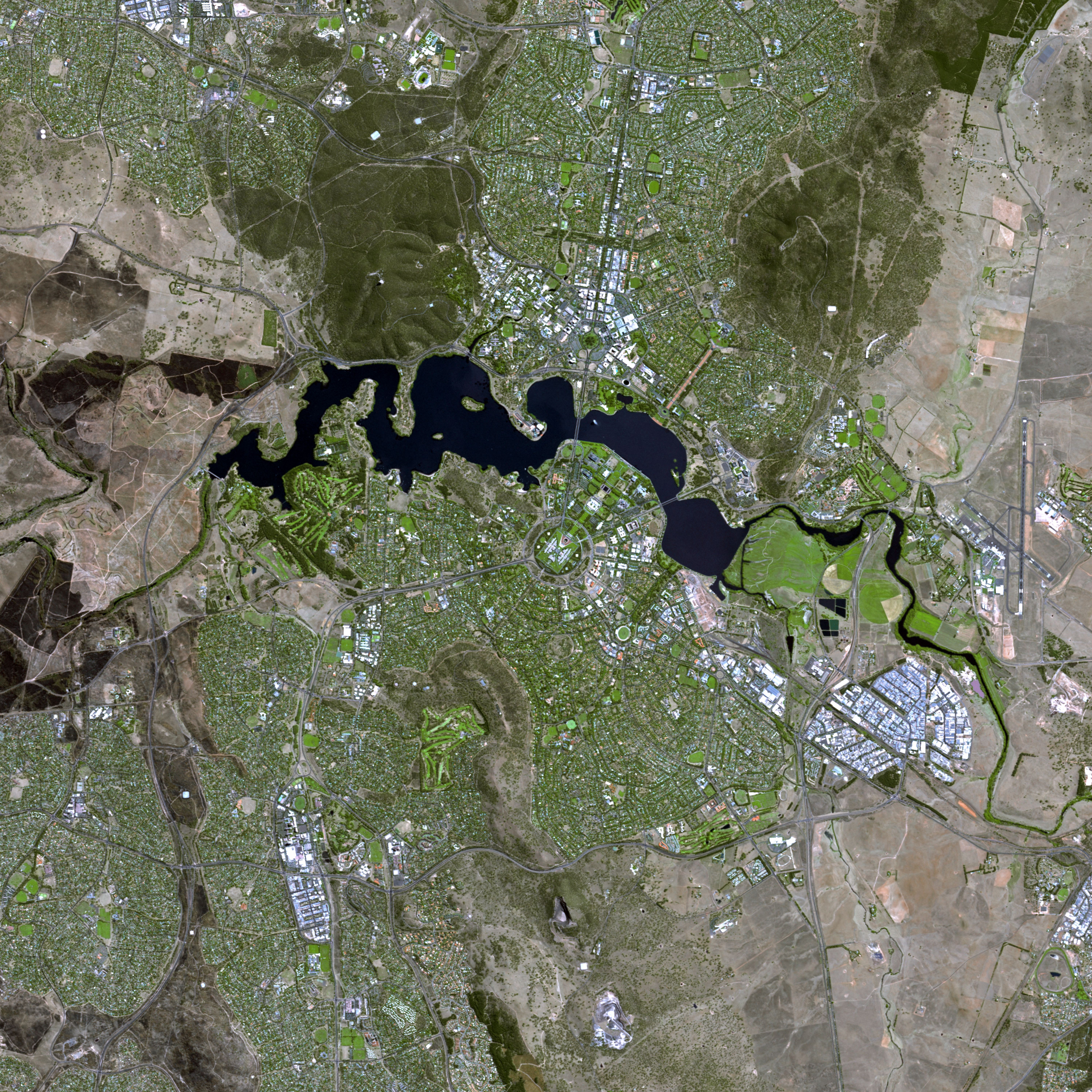
キャンベラの衛星写真

キャンベラは、計画都市として設計され、市の中心街の設計は、ウォルター・バーリー・グリフィンが行った。バーリー・グリフィン湖に近い道路ほど、碁盤目状ではなく、「車輪とスポークの」形状を取っている。グリフィンは、キャンベラ建築計画において、ふんだんに幾何学上のパターンを採用しており、その中には、六角形や八角形の形状も含まれている。しかしながら、キャンベラも郊外に行くと、街作りが遅かったことから、幾何学上の街づくりもしていない。
バーリー・グリフィン湖は、キャンベラの地形状のランドマークとして、キャンベラの街を構成する要素に関連付けるために建設された。バーリー・グリフィン湖は、キャンベラ中心部を東西に横たわり、キャンベラ・セントラルは、この湖によって、南北に分けられている。キャピタル・ヒルからコモンウェルス通りを北上して、湖を渡るとそばには、コモンウェルス公園があり、キャンベラの中心地へとつながる。そのキャンベラの中心地には、ロンドン・サーキットと呼ばれる六角形の環状道路があり、ロンドン・サーキットから南東にコンスティチューション通りを行くと、北東方向に伸びる大通りがANZACパレードである。ANZACパレードの突き当りには、オーストラリア戦争記念館がある。この設計は、アインズリー山の展望台から、キャピタル・ヒルの方向を臨むと国会議事堂・ANZACパレード・オーストラリア戦争記念館が一直線で展望することができる設計となっている。
コンスティチューション通りをさらにまっすぐ南東方向に進むとキングス通りとの交点に、豪米戦争記念碑がある。南西方向にキングス通りを進み、バーリー・グリフィン湖を渡るとキャピタル・ヒルに戻ることができる。このコモンウェルス通り、コンスティチューション通り、キングス通りの3つの街路で囲まれた部分をパーラメンタリー・トライアングルと呼び、グリフィンの計画の中心をなすものである。
キャンベラから南西方向に伸びる軸の終点が、キャンベラから52キロメートル離れた所にあり、ACTで標高が最も高いビンペリ・ピークである。
さらに、グリフィンは、エインズリー山、ブラック・マウンテン、レッド・ヒルに精神的な価値を置いていた。そのため、彼は、それぞれの山を花で飾ることを計画した。そして、彼の計画は、それぞれの頂を1つの花で彩ることにした。その花は、それぞれが精神的価値を代表した。第一次世界大戦の間、建設と計画は遅々として進まず、結果的に、ビリー・ヒューズ首相によって、グリフィンが解雇されたことで、計画が実現することは無かった。
キャンベラの街は、7つの地区に分けられる。7つの地区とは、キャンベラ・セントラル、ウォーデン・ヴァレー、ベルコンネン、ウェストン・クリーク、タガラノン、ガンガーリン、モロングロ・ヴァレーである。これらの7つの地区の中心に、役場が設けられており、複数のサバーブを束ねているピラミッド型の構造をとる。
- キャンベラ・セントラル（英語版）—25のサバーブで構成される地区。キャンベラの中心であり、1920年代から1930年代に、居住が開始された。1960年代に区域が拡張されている[95]。
- ウォーデン・ヴァレー（英語版）—1964年より、供用された地区[63]で、12のサバーブで構成される地区。
- ベルコネン（英語版）—1966年より供用された地区[63]で、25のサバーブで構成される地区ではあるが、1つのサバーブは、まだ、開発されていない。
- ウェストン・クリーク（英語版）—1969年より供用された地区で、8つのサバーブで構成される[96]。
- タガラノン（英語版）—1974年より供用された地区[97]で、18のサバーブから構成される。
- ガンガーリン（英語版）—1990年代より供用された地区で、18のサバーブから構成されているが、6つのサバーブがまだ、未開発である。
- モロングロ・ヴァレー（英語版）—2010年に開発が開始された。13のサバーブの開発が予定されている。

キャンベラ・セントラル地区は、基本的に、ウォルター・バーリー・グリフィンの計画に基づいている。1967年、NCDCは、「Y計画」という計画を決定した。「Y計画」という計画は、タガラ
タガラノンが「Y」の文字の縦棒の一番下の部分、ベルコンネンとガンガーリンがそれぞれ、「Y」の文字の斜め棒の先端とすることで、それぞれの地区とキャンベラ中心部を高速道路で結ぶという計画で、Yの文字に似ている所から来ている。

前述のように、多くのキャンベラのサバーブは、オーストラリアの首相や有名なオーストラリア人、オーストラリアへ移住してきた人々、あるいは、アボリジニにちなんで名づけられている。キャンベラの街路名は、特定の主題にしたがっている。例えば、「Duffy」の街の通りは、オーストラリアのダムや貯水池、「Dunlop」の街の通りは、オーストラリアの発明や発明家・芸術家、「Page」の街の通りは、生物学者や博物学者の名前にちなんでいる。
大使館の多くは、ヤラルムラ、ディーキン、オマリーといったサバーブにある。キャンベラの工業地域は、フィッシュウィック、ミッチェル、ヒュームの各地区にある。

## 行政

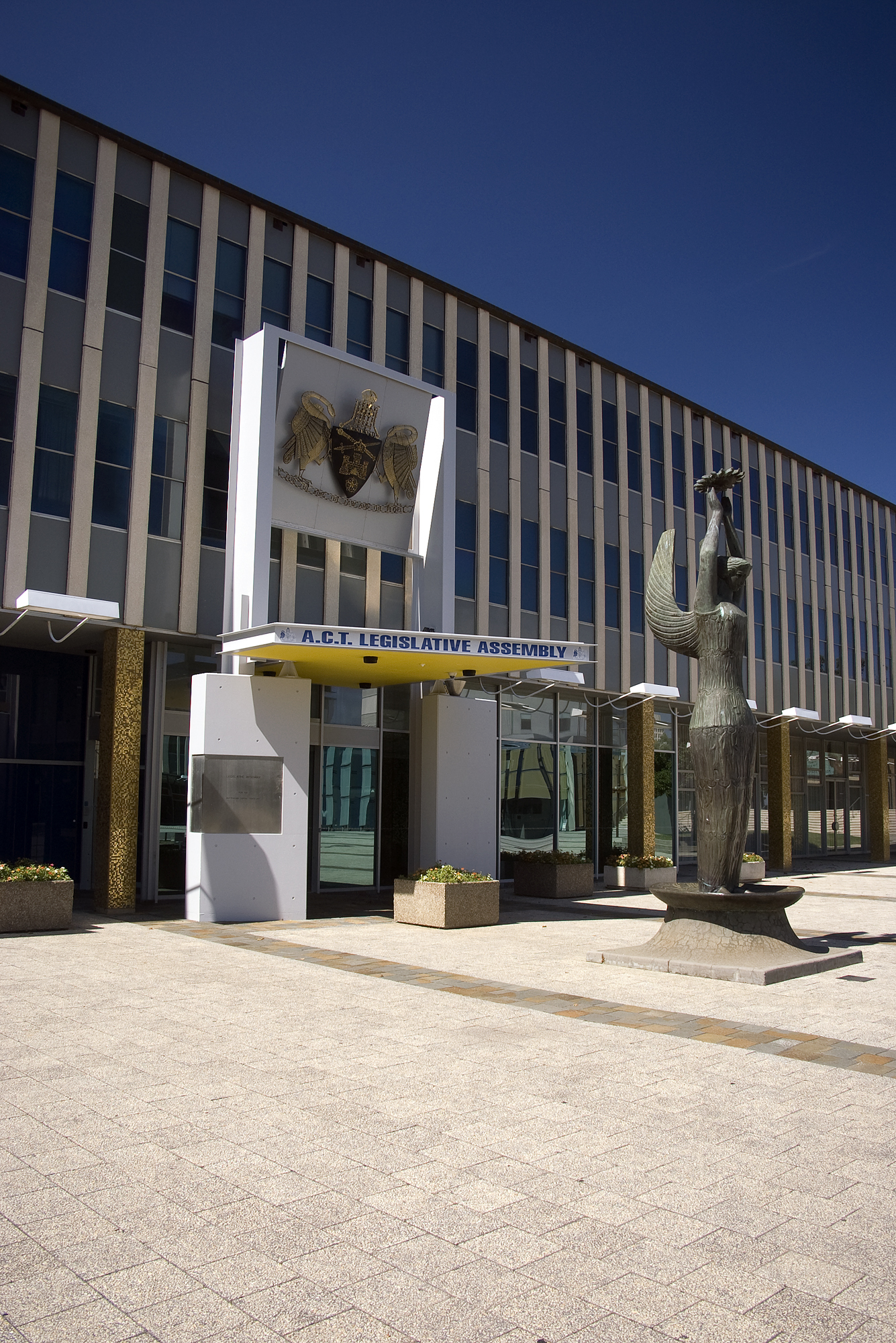
オーストラリア首都特別地域議会と
Ethosの像 (Tom Bass, 1961)

キャンベラの外は、ACTでは、村の規模よりも大きい住居地区は無い。
キャンベラはオーストラリア首都特別地域(ACT)に内包され、地方政治と連邦国政は共にオーストラリア首都特別地域(ACT)とジャービス湾特別地域(JBT)を一体的に扱っている。

### 地方自治
地方自治としてはキャンベラの地方政府とオーストラリア首都特別地域(ACT)およびジャービス湾特別地域(JBT)の地方政府は統合されている。

地方議会でありキャンベラ市議会やACT議会およびJBT議会に相当するオーストラリア首都特別地域立法議会(ACT立法議会)と、首長でありキャンベラ市長やACT知事およびJBT知事に相当するオーストラリア首都特別地域首相(ACT首相)が設置されている。
オーストラリア首都特別地域立法議会は17人から構成され、それぞれ、人口の比率に応じて割り振られた3つの選挙区から選出されている。3つの選挙区とは、モロングロ選挙区、ギニンデラ選挙区、ブリンダベーラ選挙区と名づけられており、それぞれの議席数は、7、5、5である。
キャンベラを主管するACT首相は、ACT立法議会のメンバー（the Members of the Legislative Assembly: MLA）から選出され、首相が同一会派のメンバーから大臣を任命し、ACTの内閣が組閣される。2004年の選挙では、オーストラリア自由党が17議席中9議席を獲得することで第一党となり、ジョン・スタンホープがACT首相となったが、2008年の選挙で、自由党は、少数派に転落し、オーストラリア緑の党との連立政権を強いられた。

### 国政
キャンベラは他州内の都市と同様にオーストラリア首都特別地域(ACT)およびジャービス湾特別地域(JBT)の一部としてオーストラリア連邦議会の議席選挙区の区割りが設定されている。
オーストラリア連邦議会の議席が上院はACTおよびJBT全体で2議席、下院は2つの選挙区がACTおよびJBTに割り当てられており、選挙区分割によってキャンベラ選挙区が設けられた。
ACTの人口のほとんどがキャンベラに居住しているが、政治的傾向は、キャンベラ・ACTともに似通っている。ACTに下院の議席が割り当てられたのは1949年のことである。ACT選出の議員は、ACTに直接影響を与える案件にのみ、投票することができる。 1974年、ACTには、上院2議席が割り当てられた。1996年には、第3の議席が割り当てられたが、これは、地域の人口バランスの変更のために、1998年に廃止された。キャンベラ選出の議員は、ともに、常にある程度のリードをもって、労働党が議員を獲得している。少なくとも、1990年以来、少なくとも、7%のリードを労働党は自由党に対して保ち続けている。 オーストラリア上院の2議席は、労働党と自由党がそれぞれ1議席を分け合っている形となっている。
地方自治権を獲得したとはいえ、オーストラリア連邦政府は、ACT政府に大きな影響力を持ち続けている。行政の分野では、国家首都局（NCA）が、キャンベラの都市計画を首都としての重要性あるいはグリフィンの計画を遂行させるために、責任を持っているという考えから、頻繁に行動をとっている。グリフィンの計画には、パーラメンタリー・トライアングル、バーリー・グリフィン湖、道路計画、連邦政府の所有地、あるいは未開発の山や尾根といったものも含まれる。連邦政府は、1988年に制定されたオーストラリア首都特別地域地方自治法を整備したことで、ACT議会をある程度、コントロールしている。連邦政府の行動は、ACT議会の立法権を定義している。
オーストラリア連邦警察（AFP）は、州警察と似たような警察力をACT管内で行使しているが、警察権の行使は、ACT政府との契約に基づく。そのため、AFPは、オーストラリア首都特別地域警察として、地域の保安の役割を担っている (Australian Capital Territory Police).。
犯罪ないしはその他の被告人は、オーストラリア首都特別地域地方裁判所あるいは、重大犯罪は、オーストラリア首都特別地域最高裁判所において、裁判が行われる。被告人の拘留は、ベルコンネン・リマンド・センターで行われるが、有罪が確定した場合には、ニューサウスウェールズ州内の刑務所に収監される。2008年9月、ジョン・スタンホープACT首相の手によって、新しい刑務所であるアレクサンダー・マッコーニー・センターが開所した。建設費用は、1.3億オーストラリアドルである。また、民事裁判や家庭裁判は、Small Claims Tribunalや家庭裁判所で審理される。

## 経済

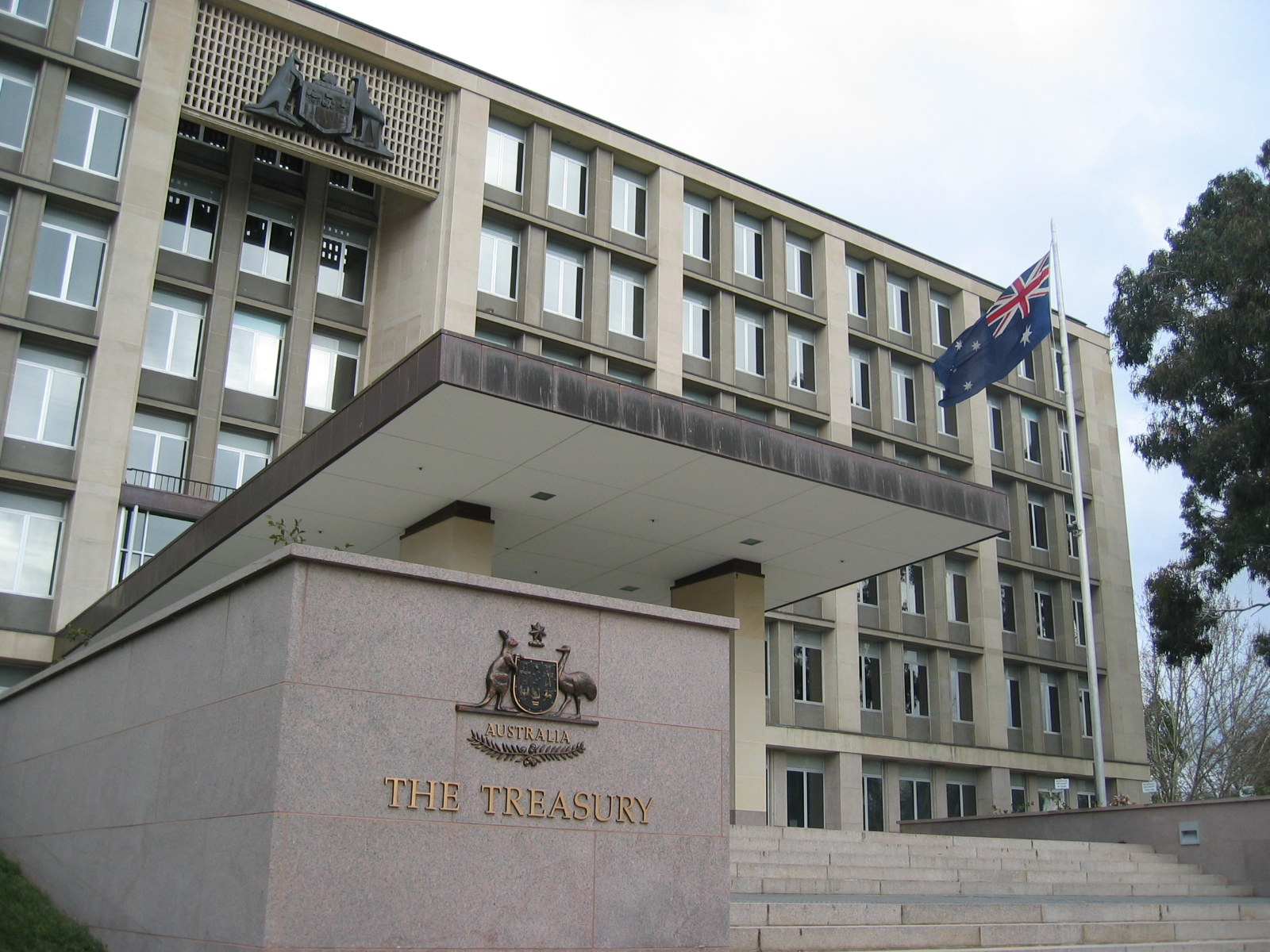
多くのキャンベラの住民が官公庁で勤めている。写真は、オーストラリア財務省。

2010年のキャンベラの失業率は、3.9パーセントで、オーストラリア全体の失業率が5.3パーセントであったことから、他の地域よりも相対的に低い。失業率の低さと公共部門・商業部門の雇用に支えられ、キャンベラは、オーストラリアの中でも、1人当たりの所得が高い。2009年11月の統計では、オーストラリア全体の平均1人当たり所得が週給1223.30オーストラリアドルであったのに対し、キャンベラのそれは、1392オーストラリアドルに達する。
2009年の経済統計に基づくと、キャンベラの中位家計所得は511,820オーストラリアドルである。この数字は、キャンベラと10万人以上のオーストラリアの都市の家計所得と比較した場合、シドニーのみがキャンベラよりも豊かである。2005年以降は、メルボルンやパースの金額を上回っている。労働分配という視点で、週給をものさしとした場合、キャンベラの住民の平均週給は、他の州・準州と比較しても高い。2009年3月の統計では、 キャンベラの住民の平均週給は420ドルで、オーストラリア全体の中で、第3位である。
キャンベラの主要産業は、官公庁セクターと防衛産業である。2008-09年度の地域総生産は、これらの産業は31％に達し、キャンベラの労働力の40％以上の雇用を生み出している。オーストラリア国防軍のいくつかの施設は、キャンベラ近郊にある。その中でも著名なものは、オーストラリア国防軍総司令部とHMAS Harmanと呼ばれるオーストラリア海軍の施設である。キャンベラ国際空港の隣接地にはかつて、オーストラリア空軍の施設があったが、その施設は現在、空港のオペレーターに売却されている。しかしながら、旧オーストラリア空軍基地は、現在もVIPのフライトとして使用されている。
政府機関の顧客の需要に応えるために、ソフトウェアの会社のいくつかの会社がキャンベラに本社を置いている。代表的な会社は、タワー・ソフトウェアとルールバーストの二社である。官民合弁のコンソーシアムは現在、キャンベラをアジア太平洋地域のデータ・ハブセンターとすることを狙い、10億ドルの出資計画を策定している。

## 人口統計
2006年時点で、キャンベラの人口は、323,056人である。2006年の人口統計では、キャンベラの人口の1.2%が先住民系、21.7%が海外系である。キャンベラにおける最大の人口グループは、イギリスあるいはニュージーランドを出身とする英語話者のグループである。
キャンベラにおける移民で、重要な意義を持つ民族集団は、中国、インド、ベトナム出身者である。直近の移民の多くは、東アジア・東南アジアを出自としている。キャンベラで話される言語は、当然のことながら英語 (81.1%)であるが、それ以外の第二言語も話されている。その言語とは、マンダリン（中国語）、イタリア語、ヴェトナム語、カタルーニャ語、ギリシャ語である。これら5つの言語は、合計で人口の4.8%ではなされている。
キャンベラの住民は、相対的に年齢が若い。平均年齢は34歳であり、人口の9.8%が65歳以上である 。また、人口流動がオーストラリアで大きい都市である。1996年から2001年の間にかけて、キャンベラの人口の61.9%がキャンベラから転出あるいは転入している。この流動性は、オーストラリアの州都8都市の中で2番目に高い。2004年の時点で、ACT内15歳から64歳の年齢層の30％が学士号を取得している。この数字は、オーストラリア全体の19％という数字と比較しても高い。
約60％のキャンベラの住民が自らをキリスト教徒と考えており、カトリックあるいは聖公会である。6%がキリスト教以外の宗教を信仰し、23%は無宗教である。
2002年時点でのキャンベラで発生した犯罪の多くが、住居不法侵入と自動車の盗難で、それぞれ、10万人あたりの発生件数は、1961件と630件である。殺人に関連する犯罪は、10万人当たり、1.5件であり、オーストラリア全体の4.9件と比較しても小さい。暴行事件や性的暴行事件もまた、オーストラリア平均よりも低い数字である。

## 教育
キャンベラには、2つの総合大学がある。アクトンにあるオーストラリア国立大学（ANU）とブルースにあるキャンベラ大学（UC）である。それぞれ、10,500人と8,000人の学生を抱える。1946年に設立されたオーストラリア国立大学は、常に、研究活動に焦点をおき、オーストラリア最高位の順位の大学として、The Times Higher Education Supplementのランキングにランクされている。また、キャンベラには、2つの宗教系大学がある。1つがキャンベラ北部のサバーブ・ワトソンにあるSignadouでオーストラリアカトリック大学の校舎であり、チャールズ・スタート大学のキャンパスとして、St Mark's Theological Collegeがある。
キャンベラ北部のサバーブ・キャンベルには、オーストラリア国防大学（ADFA）と王立軍事大学がある。ADFAでは、軍事大学及び軍事大学院を保有し、ニューサウスウェールズ州立大学のキャンパスでもある。ドゥントルーンには、オーストラリア陸軍の士官学校部門もある。キャンベラ工科大学の複数のキャンパスでは、大学レベル職業訓練が施されている。
2004年2月の段階で、キャンベラには140の学校があった。96校は公立で44校は私立校である。2006年中に、ACT政府は、39校を効率化のために閉鎖すると発表した。その結果、2006年から2008年にかけて、複数の学校が閉鎖、統合された。このACT政府の学校政策に関しては、重要な反対が起きた。 多くのサバーブが小学校を持つように設計されている。学校の多くは、レクレーションやスポーツ活動が簡単に利用できるような公共空間の近くに設けられている。

## 文化

### 芸術・娯楽

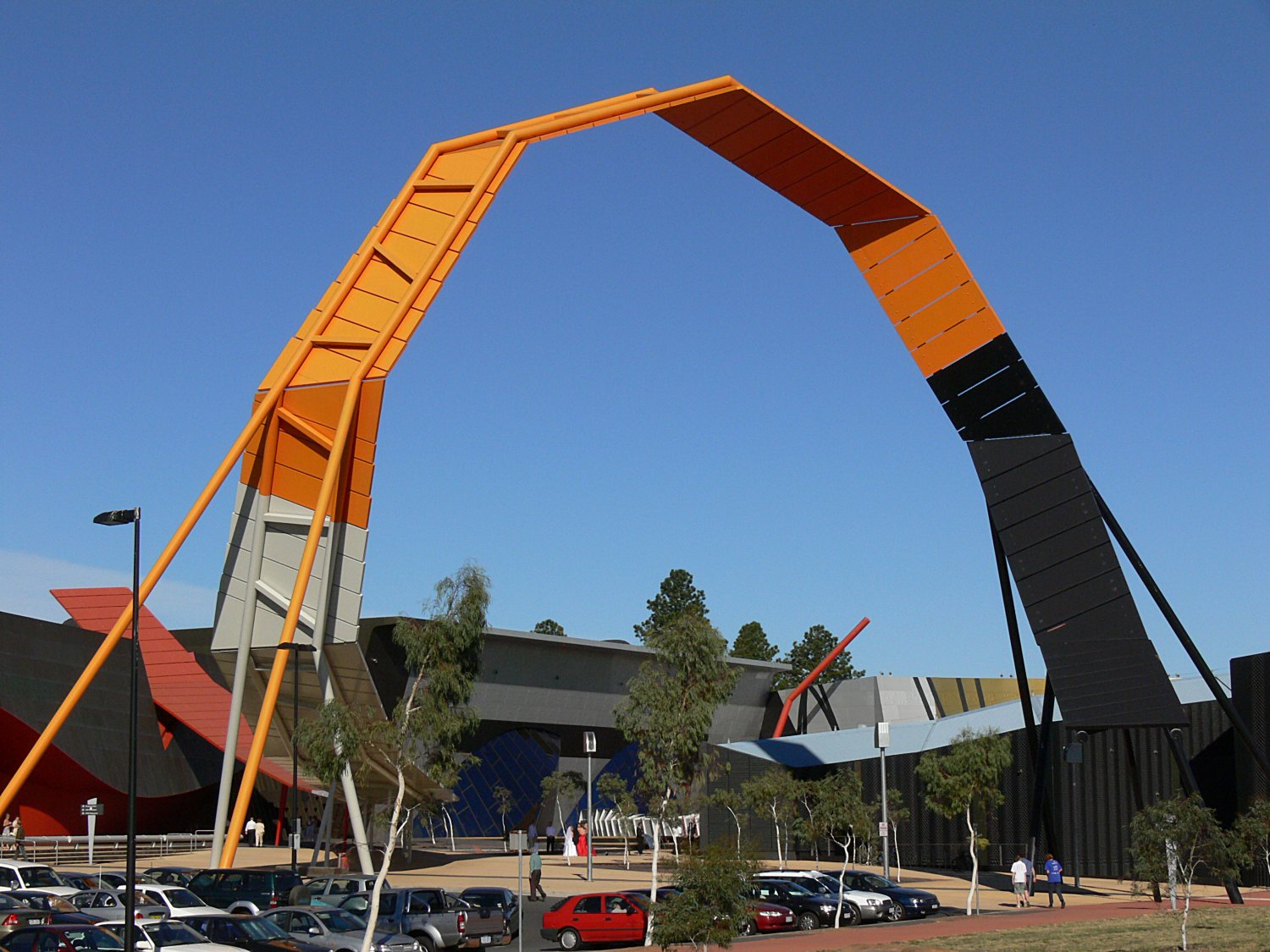
2001年に設立されたオーストラリア国立博物館

キャンベラには、オーストラリア戦争記念館、オーストラリア国立美術館、オーストラリア国立肖像美術館、オーストラリア国立図書館、オーストラリア国立アーカイブ、オーストラリア国立映像音響アーカイブ 、オーストラリア科学院、オーストラリア国立博物館のように、多くの国立のモニュメントや施設がある。キャンベラにある連邦政府の施設である国会議事堂やオーストラリア高等裁判所、王立オーストラリア造幣局は、一般公開されている。
バーリー・グリフィン湖の湖畔には、キャプテン・ジェームズ・クック・メモリアルとナショナル・キャリロンがある。他のキャンベラの主要施設には、ブラック・マウンテン・タワー、オーストラリア王立ボタニック・ガーデン、国立動物園水族館、国立恐竜博物館、国立科学技術センターがある。
キャンベラ市街地にあるキャンベラ博物館美術館は、キャンベラ地域の歴史と芸術を収納する役割を果たしている。複数の歴史的な住居が一般公開されている。タガーアノンにあるLanyon and Tuggeranong HomesteadsやシモンストンにあるMugga-Mugga、パークスにあるブランデルズ・コテージは、キャンベラ入植初期の白人の生活スタイルを展示している。レッド・ヒルにあるCalthorpes' Houseは小さいながらも、1920年代のキャンベラの住宅をよく保存している。
キャンベラは、多くの音楽や演劇が公演されている場所でもある。例えば、キャンベラ劇場では、多くの主要なコンサートが開催されている。オーストラリア国立大学音楽学校内にあるLlewellyn Hallも世界級のコンサートが開催される。The Street Theatreでは、主流の音楽以外を提供している場所である。アルバート・ホールは、キャンベラで最初に開場した劇場であり、1928年に開場した。ここでは、Canberra Repertory Societyのような劇団がオリジナルの演劇を行う場所である。
キャンベラ大学で開催されるストーンフェストは、2日間にまたがって開催される音楽祭である。また、特に、ディクソン、キングストン、キャンベラの中心街には、たくさんのバーやナイトクラブがあり、この地域でも多くのエンターテイメントが提供されている。多くの町の中心部には、劇場、映画館、図書館といった施設が整備されている。ナショナル・フォーク・フェスティバル、ロイヤル・キャンベラ・ショー、サマーナッツといった人気のあるイベントは2月に実施され、「Celebrate Canberra festival」は、3月、キャンベラの日を祝うために、10日以上にわたって開催される。

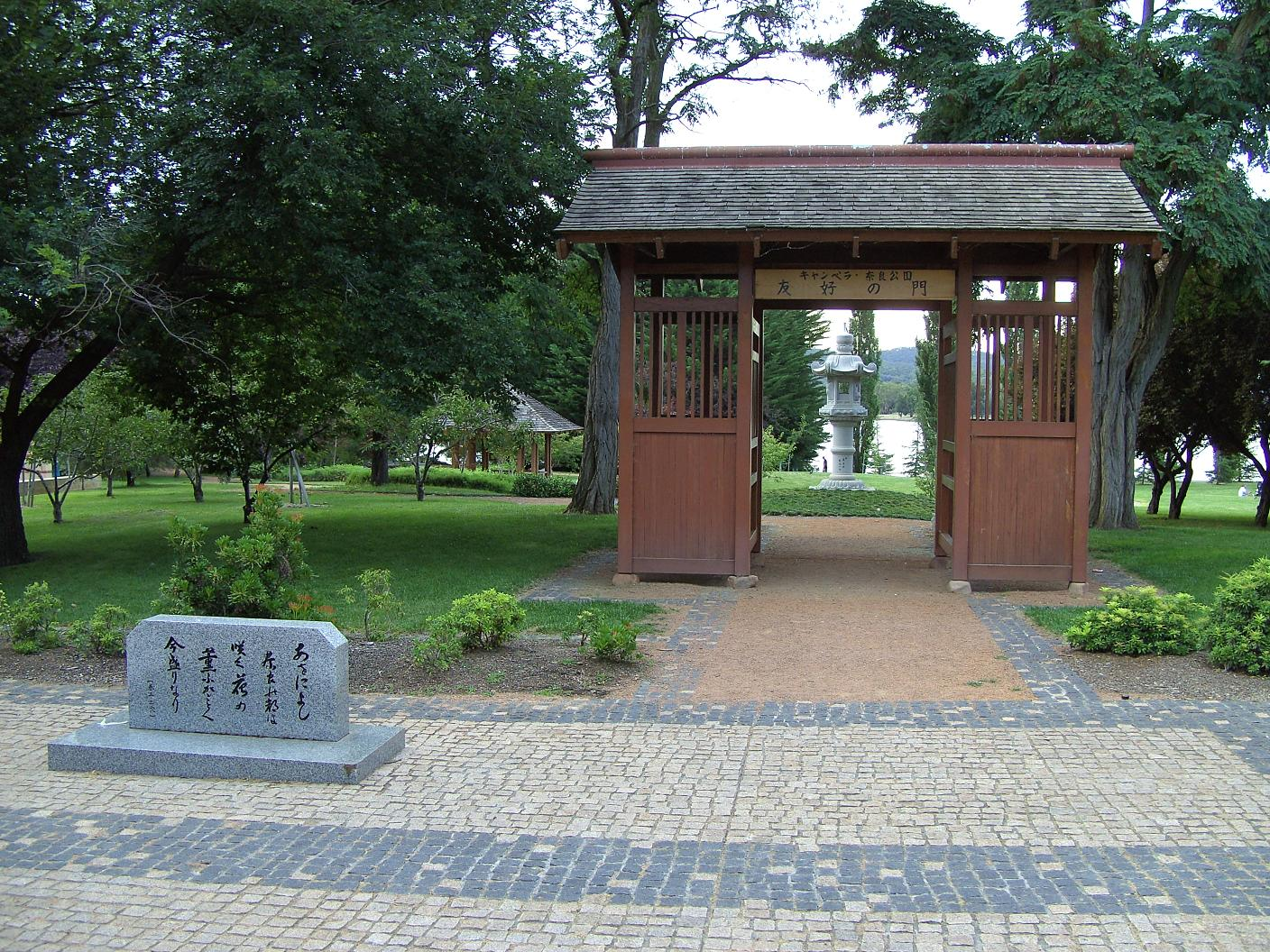
キャンベラ・奈良公園

キャンベラは、日本の奈良市と中国の北京市と姉妹都市関係、東ティモールのディリと中国の杭州市とは友好関係を締結している。都市同士の結びつきが、相互に、幅広い分野で、文化交流を行っている。キャンベラとならの姉妹都市関係を祝して、「Canberra Nara Candle Festival」が毎春開催される。この祭りは、バーリー・グリフィン湖畔のキャンベラ・奈良公園で開催される。

### スポーツ

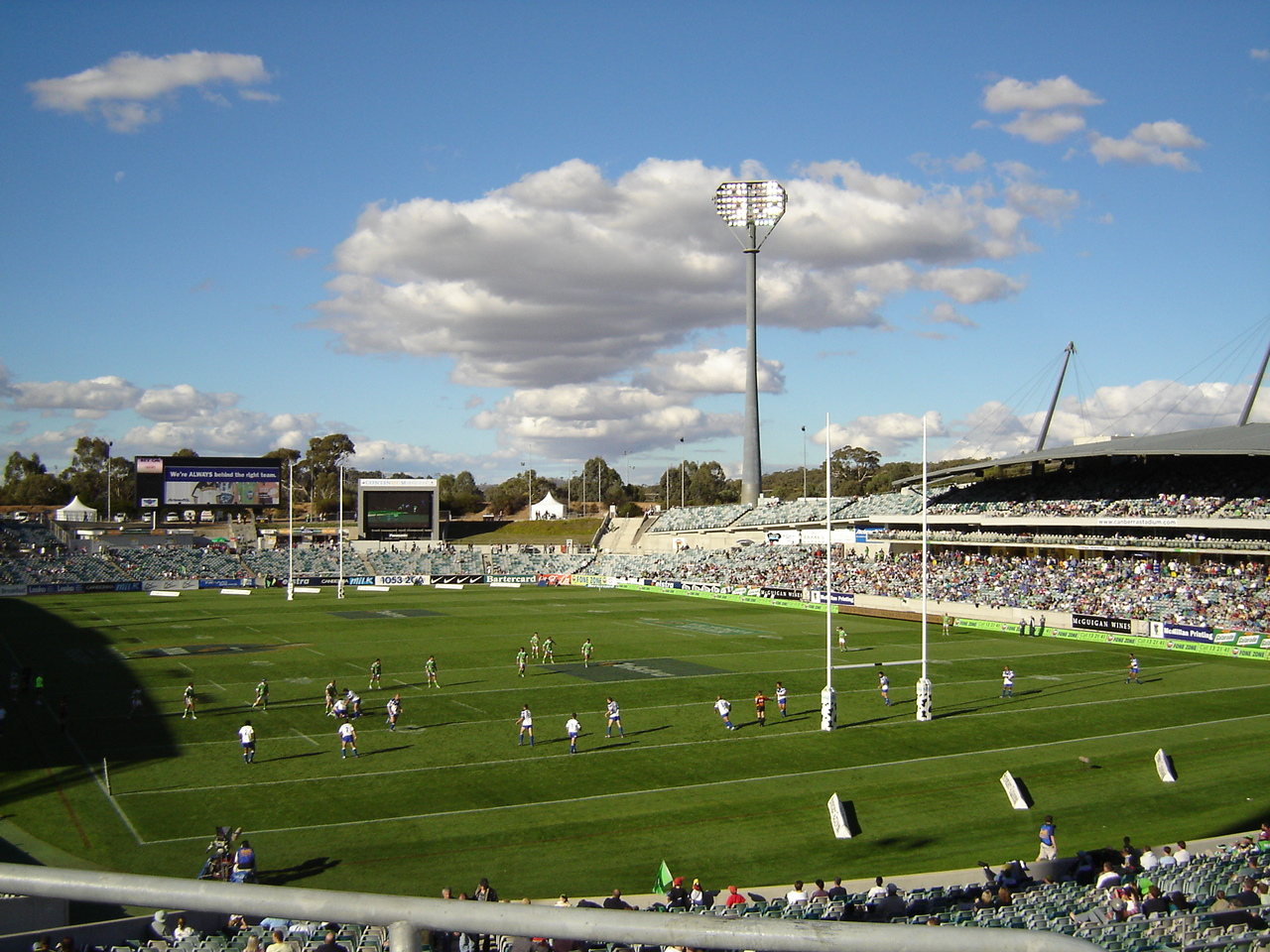
キャンベラ・スタジアムのラグビー・リーグの試合

キャンベラには、複数のスポーツリーグのチームがある。キャンベラでもっとも有名なスポーツチームは、ラグビーリーグのキャンベラ・ライダーズとラグビーユニオンのブランビーズである。この両チームは、それぞれのリーグで優勝経験があり、ともに、キャンベラ・スタジアムを本拠地としている。キャンベラ・スタジアムは、キャンベラ最大の競技場であり、2000年のシドニーオリンピックでのサッカー競技、2003年のラグビー・ワールドカップが開催された。キャンベラにはまた、キャンベラ・キャピタルスというリーグ戦で11回中7回優勝し、最も成功している女子バスケットボールチームがある。また、女子サッカークラブのキャンベラ・ユナイテッドFCが、キャンベラを本拠地としており、2011-12シーズンを優勝した。

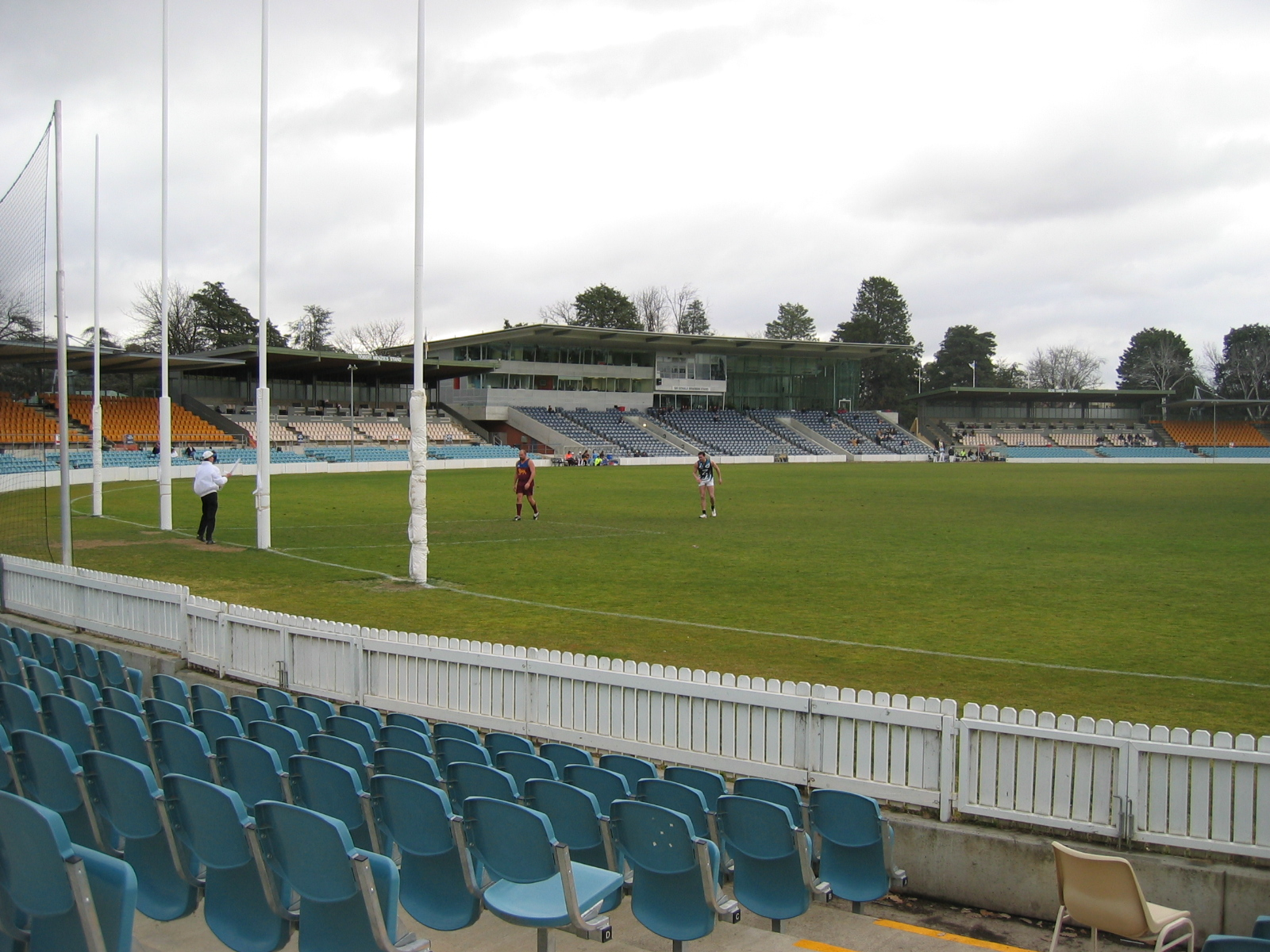
クリケットとオージーフットボールが開催されるマヌカ・オーヴァル

キャンベラには、またネットボール、ホッケー、アイスホッケー、クリケット、野球の国内リーグのチームがある。マヌカ・オーヴァルは、クリケットとオージーフットボールの試合を行うことができる、キャンベラのもう1つの競技場である。ここでは、メルボルンを本拠地とするオーストラリアン・フットボール・リーグのチームであるカンガルーズの愛称を持つノースメルボルンFCが2006年7月に試合を主催したことがある競技場である。カンガルーズがキャンベラから本拠地をクイーンズランド州のカラーラに移動すると、メルボルンFCと同じくメルボルンを本拠とするウェスタン・ブルドッグスが、シドニー・スワンズと試合をする際には、マヌカ・オーヴァルで開催するようになった。 キャンベラはまた、ジュニアのオージーフットボールの国際大会であるバラシ国際オーストラリアン・フットボール・ユース・トーナメントの開催地でもある。さらに、オーストラリアの歴史的なクリケットの試合であるプライム・ミニスターズ・イレブンも毎年、 マヌカ・オーヴァルで開催される。
野球はオーストラリアではマイナーなスポーツだが、オーストラリア代表チームとして初めてアジアシリーズを2013年に制覇した、キャンベラ・キャバルリーがある。
毎年、キャンベラで開催されるほかの重要なスポーツイベントは、キャンベラ・マラソン、キャンベラ・ハーフマラソン、キャンベラ・トライアスロンである。かつて同地で開催されていたものとしては、2001年から2006年まで毎年1月にテニスのWTAツアー大会の一つであったキャンベラ国際が、グランドスラム大会の一つである全豪オープン開催前週に前哨大会の一つとして実施されていた。
オーストラリア国立スポーツ研究所 (AIS)は、ブルース (オーストラリア首都特別地域)にある。AISではジュニア層のエリートをコーチする施設である。1981年以来、AISは、さまざまな成功を国際的にも国内的にも、エリートのアスリートを育成することで収めてきた。2000年のシドニーオリンピックのオーストラリア選手団とそのメダリストの多くは、AISを卒業している。
キャンベラには、複数のスポーツ競技場、ゴルフコース、スケート場、テニスコート、プールがあるが、これらは、一般に公開している。キャンベラ一帯に整備されている自転車道は、サイクリストがレクレーションやスポーツ活動をできるように作られた道路である。キャンベラの周辺にある国立公園には、多くの遊歩道や乗馬用、マウンテンバイク用の道路を整備している。セイリング、ボートやドラゴンボート、水上スキーといった水上スポーツは、キャンベラの湖で行われている。キャンベラでは毎年、ラリー競技も開催されており、現在では、ドラッグレースの施設の建設を計画中である。

## インフラストラクチャー

### 医療

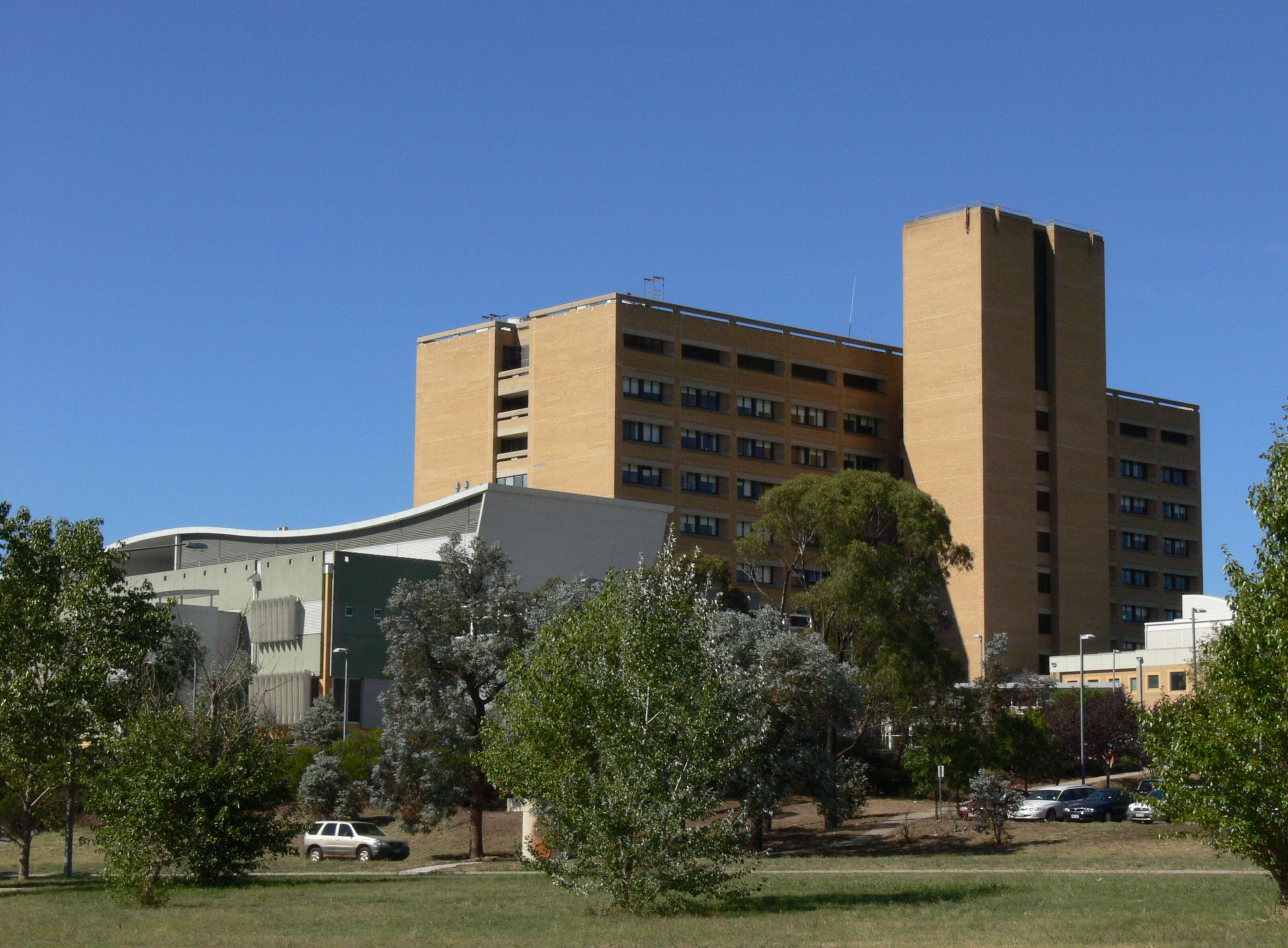
キャンベラ病院

キャンベラには、2つの大きな公共病院がある。1つが、おおよそ600床を持つキャンベラ病院で、もう1つが、174床を持つカルヴァリー公立病院である。両機関とも、教育機関も兼ねている。キャンベラ最大の私立病院は、ディーキンにあるカルヴァリー・ジョン・ジェームズ病院（Calvary John James Hospital）である。ブルースにあるカルヴァリー私立病院（Calvary Private Hospital）とガーランにあるヘルスコープス首都私立病院（Healthscope's National Capital Private Hospital）もまた、医療分野での教育機関である。
かつてはバーレー・グリフィン湖畔のアクトン半島に王立キャンベラ病院が所在したが、1991年に閉院、1997年には爆破解体され、跡地にはオーストラリア王立美術館が建設された。なお、爆破は破片の飛散が発生するなど失敗し、観客に1名の死者が出ている。
市内には老人介護施設が10箇所ある。
キャンベラの病院は、ニューサウスウェールズ州南部の救急医療を請け負っており、オーストラリア首都地域救急サービスは、オーストラリア首都地域緊急サービス局に属する4つの機関の1つである。新生児救急輸送サービス（NETS）は、ACTのみならず、ニューサウスウェールズ州南部の新生児の救急サービスを請け負っている

### 交通

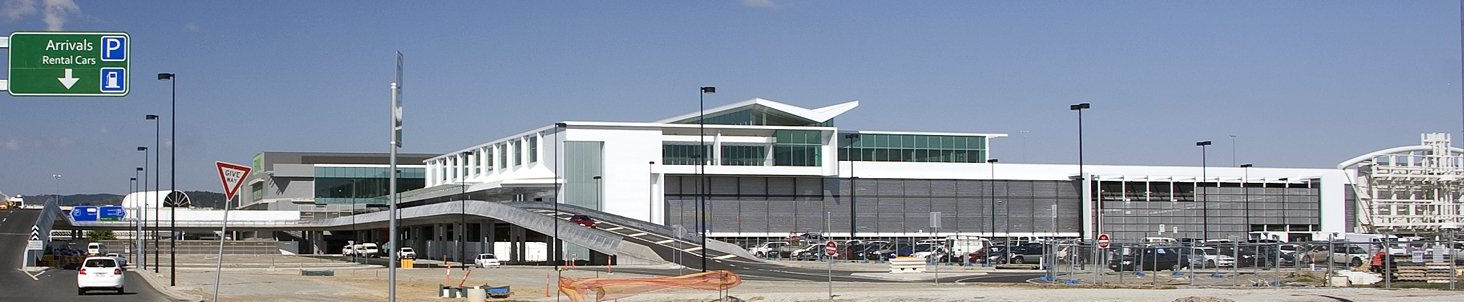
キャンベラ国際空港のターミナル

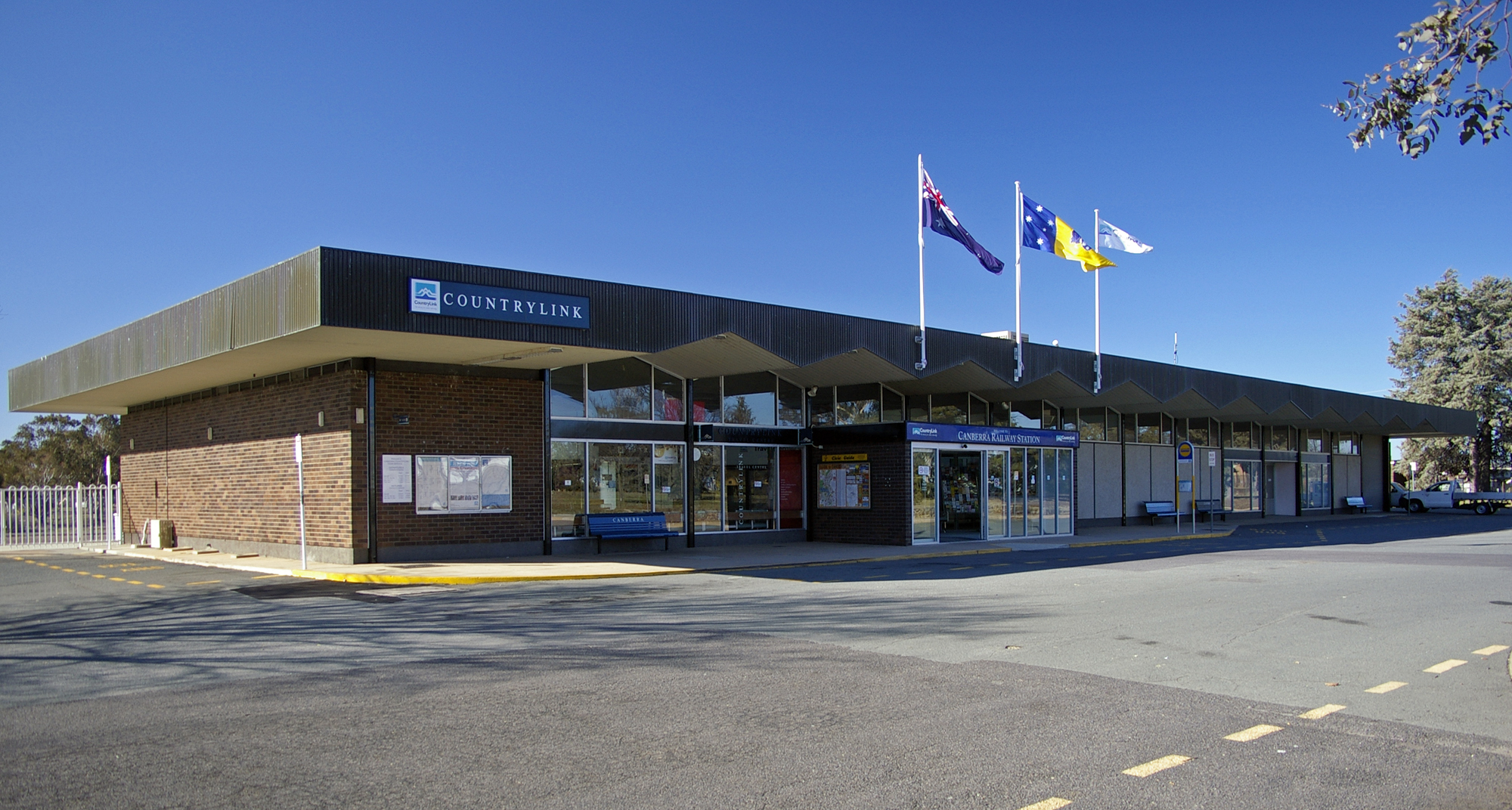
キャンベラ駅

キャンベラでは、自動車が主要な交通手段である。キャンベラは商業地、住宅地及び開発予定地、森林が広範囲に及んでおり、幹線道路がそれらを結んでいる。結果として、キャンベラはオーストラリアの他の都市と比べて人口密度がかなり低くなっている。仮にキャンベラの未開発地域が開発されたとしても、公共用地がふんだんにあるため道路新設のために民有地を買収したりトンネルを掘ったりする必要はほとんど無いと言われている。
キャンベラの幹線道路は「パークウェイ」と呼ばれており、制限速度は時速100キロメートルに設定されている。一例として、キャンベラ中心地区とトゥゲラノングをむすぶトゥゲラノング・パークウェイは、ウェストン・クリークの迂回路になっている。幹線道路と住宅地区の生活道路は、可能な限り分離されている。これはサバーブに居住する人々以外の車が近道目的で、サバーブに侵入するのを防ぐ目的がある。
オーストラリア首都特別地域の公共バスサービスであるアクションは、キャンベラ全体の公共輸送を受け持つ。Deane's Transit Groupは、ヤス、ムルムベイトマンとの間には、「Transborder Express」のブランドで、クイーンビアンとの間には、「Deane's Buslines」のブランドで、バスを運行している。2006年の人口統計では、通勤者の7.7％がバスを利用している。一方で、7.4%の通勤者が徒歩か自転車を利用している。自転車の利用率はオーストラリアの都市の中では高い方である。
キャンベラには2つのタクシー会社があり、2007年に、Cabxpressが登場するまでは、Aerial Capital Groupがキャンベラのタクシー輸送を独占していた。
シドニー・キャンベラ間の鉄道輸送はカントリーリンク(現在はトレインリンク)が担っている。気動車エクスプローラーによる運行である。キャンベラ駅は、サウス・キャンベラ地区のキングストンにある頭端式の駅である。1920年から数年間、鉄道はキャンベラ駅の先のモロングロ川を渡り、キャンベラの中心街まで延びていたが、モロングロ川の増水で使用不能となり、そのまま廃線となった。同時に、ヤスへの延伸計画も放棄された。郊外のレンガ工場と連邦議会堂の間に1067ミリメートルの狭軌で貨物線が建設され、市街地まで延伸したものの、こちらも1927年には廃止となった。
シドニーとメルボルンを結ぶ鉄道幹線はキャンベラを大きく外れており、キャンベラからメルボルンに鉄道で出るには、バスで1時間離れたヤスまで移動する必要がある。TGVのような高速鉄道で、シドニー、キャンベラ、メルボルンを結ぶ計画はあるが、採算性の問題があり、建設の見通しは立っていない。キャンベラ市内に鉄道を建設する計画もあるが、そちらも達成されていない。同様に、ジャービス湾特別地域と鉄道で結ぶ計画もあるが、こちらも未建設のままである。2019年にキャンベラ・ライトレールが開業した。
自動車での都市間移動では、シドニーとは連邦高速道路23号線で連結しており、シドニー・キャンベラ間の所要時間は約3時間である。また、連邦高速道路25号線を介して、8時間でメルボルンに到達することができる。また、オーストラリアのスキー・シーズンの中心であるスノーウィ山脈やコジオスコ国立公園には、23号線で2時間、ニューサウスウェールズ州南部の保養地であるベイトマンズ・ベイもキングス・ハイウェイを経由して、約2時間である。
キャンベラ国際空港は、シドニー、メルボルン、ブリズベン、アデレード、パース、ホバート、ダーウィンへの直行便がある。現在では国際線の直行便は就航していないため、｢Canberra Airport｣と呼ばれることが多くなった。2003年までは、軍民共用であった。

### その他の公共インフラ

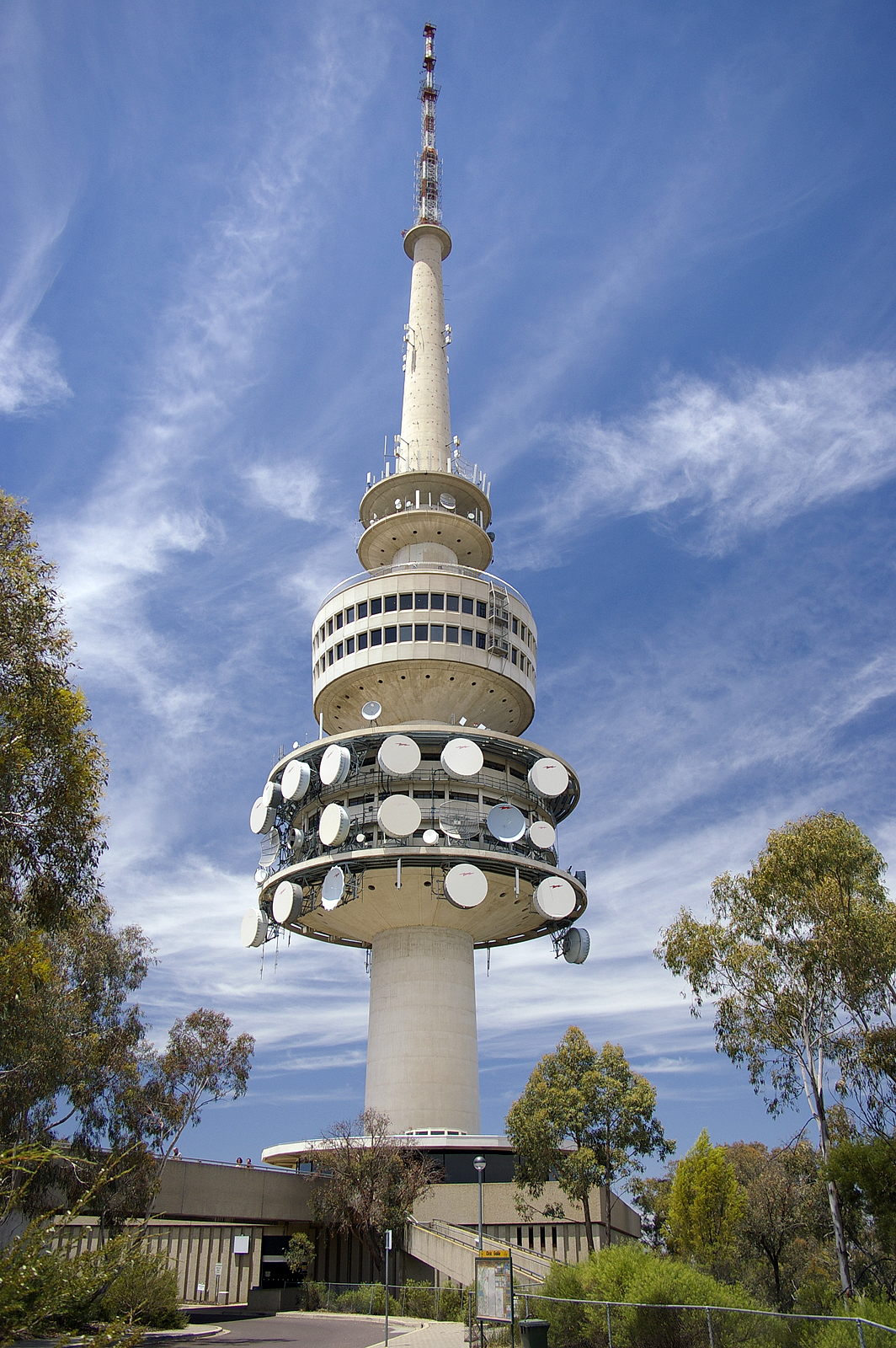
ブラック・マウンテン・タワーもまた、キャンベラの観光客をひきつける、キャンベラのランドマークである。

ACT政府保有のACTEW公社がキャンベラの上下水道を担っている。ActewAGLは、ACTEWとオーストラリアン・ガズ・ライト・カンパニーの共同出資会社であるActewAGLがキャンベラに水道水、天然ガス、電気、そして、TransACTの子会社の電線を経由して電話サービスを供給している。
キャンベラは、コリン（Corin）、ベンドラ（Bendora）、 コッター川にあるコッターダムとケアンビヤン川にあるGoogong Damの計4つの貯水場を持つ。Googong Damは、ニューサウスウェールズ州にあるが、管理は、ACT政府によって行われている。ACTEWは、フィッシュウィックとモロングロ川の下流域の2ヶ所に下水処理場を持っている
キャンベラに供給される電力は、国家電力網を通じて、ホウルトやフィッシュウィックから供給される。再生可能エネルギーはキャンベラに水資源を供給するストロムロ山にある水力発電で発電され、ベルコンネンとムッガ・レーンには、メタンによる発電所が設置されている。キャンベラに最初の発電所が建設されたのは、モロングロ川近くで1913年のことである。ACTは、オーストラリアの中でも、もっとも、コンピュータの使用率とインターネットの利用率が高い。

## 環境
- 1996年にごみの廃棄物を出さない「ゼロ・ウェイスト」で世界初となった[244]。

## 対外関係
キャンベラは、2つの姉妹都市と2つの提携都市を持つ。

### 姉妹都市
- 奈良市（日本）
- 北京市（中華人民共和国）

### 提携都市
- ウェリントン（ニュージーランド）
- ブラジリア（ブラジル）